# Alice Ramsey
Alice Huyler Ramsey, född 11 november 1886, död 10 september 1983, var den första amerikanska kvinna som genomförde en transkontinental bilfärd i USA.
Ramsey utexaminerades 1907 från Vassar College i Poughkeepsie i delstaten New York. Efter giftermål och moderskap fick hon 1909 idén att genomföra en bilfärd över den amerikanska kontinenten.
Tillsammans med två svägerskor och en väninna startade Ramsey från Hell's Gate på Manhattan i New York 9 juni 1909 med en Maxwell-bil en resa till San Francisco Kalifornien. Sällskapet nådde målet efter 41 dagar, 11 punkterade bildäck och 3 800 miles – varav endast 4 procent var asfalterad väg. Alice körde hela sträckan själv eftersom hon var den enda i sällskapet som kunde köra bil.
Ramsey skrev 1961 boken Veil, Duster and Tire Iron som behandlade resans strapatser.